# Kokonor

Het gebied van Kokonor rondom het Qinghaimeer.

Kokonor of Koko Nor, dan wel Koko Nuur is de Mongoolse naam voor het Qinghaimeer.
In de Chinese, Tibetaanse en Mongoolse geschiedschrijving wordt de naam  Kokonor echter vooral gebruikt om de regio aan te duiden die rondom het meer ligt. Die regio ligt in een groter gebied met de historische naam  Amdo. De regio Kokonor maakt nu geheel deel uit van de huidige Chinese provincie Qinghai.

## Ontwikkeling tot midden 17e eeuw

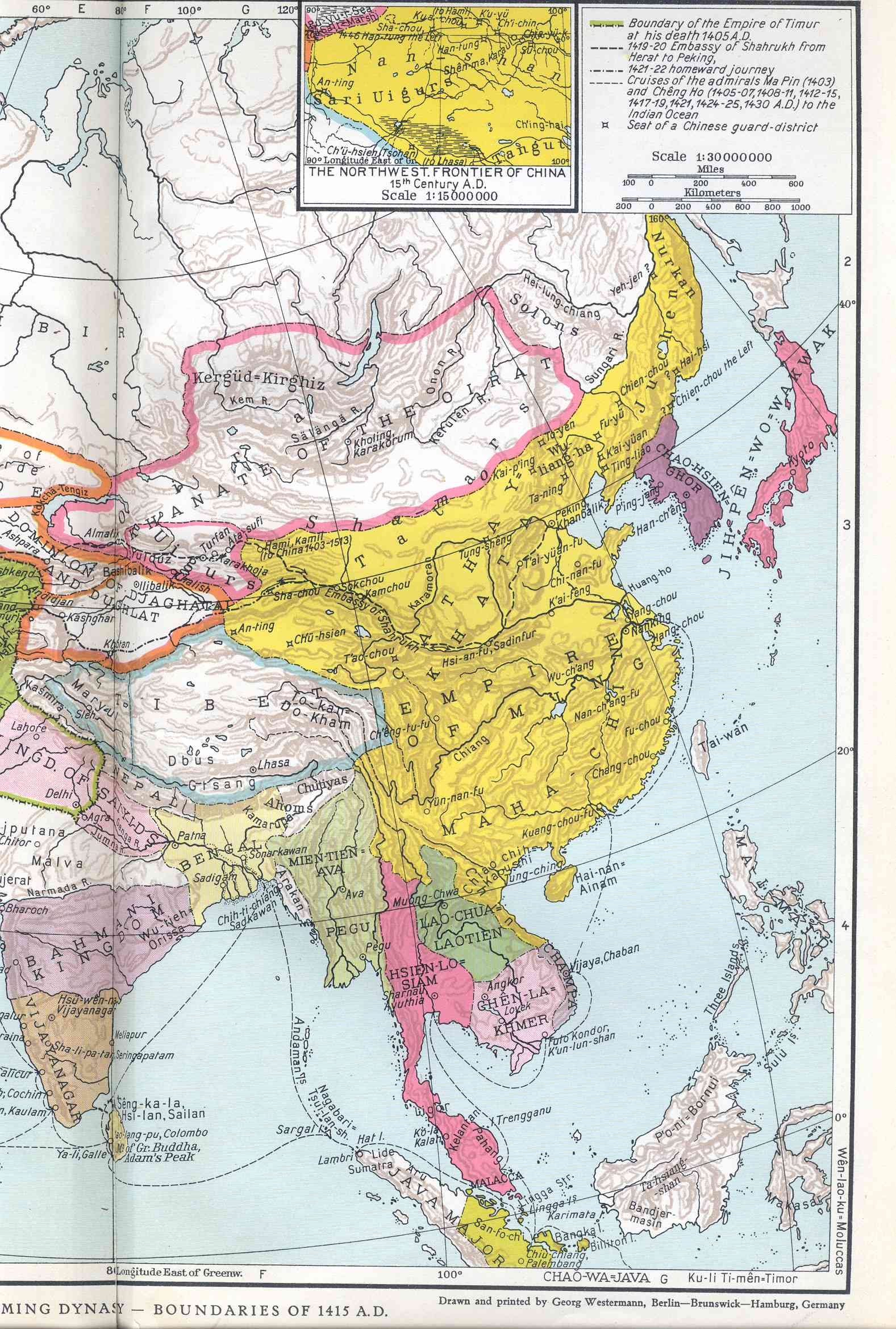
Omvang van het Ming-rijk

Het gebied rondom Kokonor met zijn goede weidegebieden werd in de derde eeuw bezet door een Mongools volk, de T'u-yü-hun. Dit volk wordt in de Tibetaanse literatuur,zoals de Oude Tibetaanse annalen de Azha genoemd. 
In het jaar 634 zendt de Chinese Tang-dynastie een invasieleger naar de regio Kokonor. Deze succesvolle invasie van bracht de T'ang in conflict met een Tibetaanse coalitie in Zuid- en Centraal-Tibet, die de T'-yü-hun ( Azha )  als hun vazallen beschouwden. Het bezit van het gebied werd een twistpunt tussen Tibetanen en de Tang-dynastie. In 663 werd het door Tibetaanse koning Mansong Mangtsen definitief onderdeel gemaakt van het Tibetaans rijk.  
Na de val van het Tibetaanse rijk in het midden van de negende eeuw was het gebied van Kokonor tot medio dertiende eeuw onderdeel van het rijk van de Song-dynastie.Na het verdwijnen van die dynastie door de veroveringen van Dzjengis Khan (gestorven 1227 ) en zijn opvolgers  werd een aanzienlijk deel van het door de Mongolen in Centraal-Azië veroverde gebied als apanages verdeeld onder leden van de koninklijke familie. Ook nadat Koeblai Khan (1215-1294) het systeem van apanages rond 1263 had afgeschaft, bleven er Mongoolse prinsdommen in Kokonor aanwezig. 
Na de val van de Mongoolse Yuan-dynastie in China in 1368 keerden de meeste Mongolen terug naar hun oorspronkelijke leefgebieden. Een uitzondering daarop waren de  Mongolen in Kokonor. Dat gebied viel buiten de grenzen van de daarop volgende Chinese Ming-dynastie. Tijdens de regeerperiode van die dynastie bleef een Mongoolse suprematie aanwezig in Kokonor. In het gebied woonden echter ook aanzienlijke aantallen etnische Tibetanen, en moslimpopulaties, zoals de Hui, de Salar en de Dongxiang. Die situatie bleef grotendeels ongewijzigd tot aan de 17e eeuw. 
Er kwam verandering door de opkomst van de Mantsjoes. Nog voor de omverwerping van de Ming-dynastie in 1644 door de Mantsjoes voerde hun eerste keizer Hong Taiji in 1632 een campagne tegen de Chahar-Mongolen. Die gaan de laatste militaire  confrontatie niet aan. Hun leider Ligdan Khan vluchtte met ongeveer 100.000 man naar Kokonor. Een nieuwe vestiging van Mongolen in het gebied werd daarmee een feit.

## Interventies in Tibet
Een tweede ontwikkeling was  de interventie in Tibet  van de Khoshut-Mongolen.  In 1642 was dankzij de militaire interventie van Güshri Khan van die Khoshut-Mongolen de gelug en daarmee de vijfde dalai lama de overwinnaar in een decennia durende burgeroorlog geworden. Güshri Khan had zich tot koning van Tibet uitgeroepen, maar liet in de praktijk het politieke bestuur aan de dalai lama en zijn regenten over. Ook zijn directe opvolgers hadden geen interesse in politiek bestuur over Tibet. De meeste Mongolen uit die stammen vestigden zich in het gebied  Kokonor.
De situatie veranderde met de leider van de Koshut aan het einde van de 17e eeuw, Lhabzang Khan. Die woonde in Kokonor en had de ambitie weer actief een heersende rol in Tibet te spelen. Hij eiste even na 1702 zijn formele rechten op. Hij bezette het land en weet de zesde dalai lama, Tsangyang Gyatso af te zetten. Hij benoemde een nieuwe dalai lama Yeshe Gyatso (door de Tibetaanse geschiedschrijving niet als dalai lama erkend.) 
Andere Mongoolse prinsen in Kokonor ging dat te ver. Er was inmiddels een nieuwe reïncarnatie van de dalai lama in Litang gevonden, de latere Kälsang Gyatso (1708 - 1757) die de zevende dalai lama zou worden. Meerdere malen gingen commandanten van Lhabzang Khan op zoek naar deze nieuwe reïncarnatie, maar hij werd steeds in veiligheid gebracht door andere Mongoolse stamhoofden in Kokonor. Daar kon hij dan uiteindelijk bezocht worden door vertegenwoordigers van de grote kloosters nabij Lhasa en - strikt in het geheim - erkend worden als de nieuwe en zevende dalai lama. 
Na een invasie van Dzjoengaren in Tibet in 1717 besloot de Chinese keizer Kangxi in te grijpen. In het kielzog van een Chinees leger kon Kälsang Gyatso in 1720 uiteindelijk als de zevende dalai lama geïnstalleerd worden. Dat was ook de aanvang van de periode van het Chinese protectoraat over Tibet. 

## Verlies van onafhankelijkheid van de Mongoolse prinsdommen in Kokonor

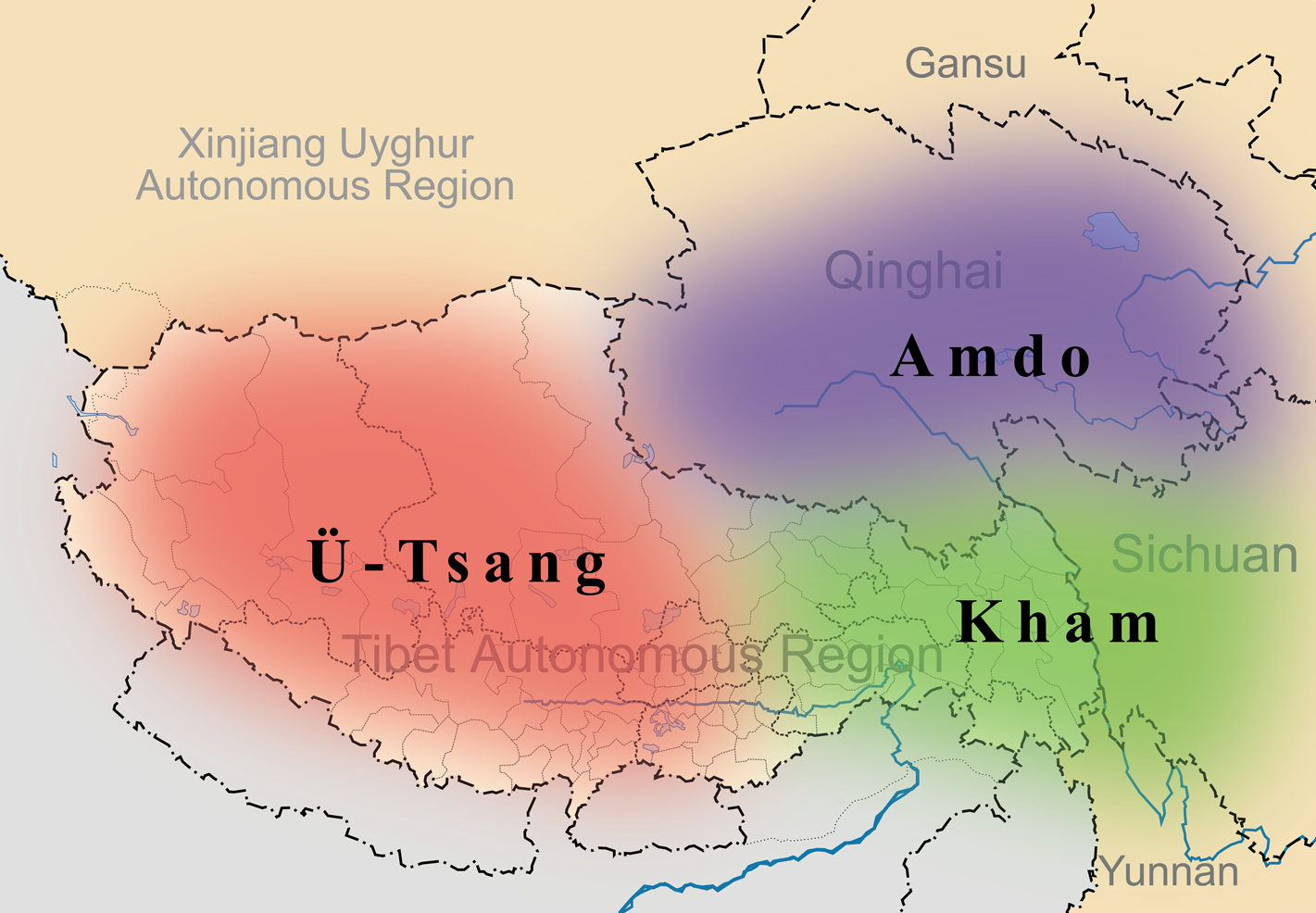
Amdo

Vrijwel gelijktijdig werd het gebied van Amdo politiek en administratief onderdeel gemaakt van de toenmalige Chinese  provincie Gansu. Dat betekende dat de Mongoolse prinsdommen in Kokonor formeel hun onafhankelijkheid verloren. In 1723 kwamen zij al in opstand. De leider van de opstand in Kokonor was  Lobzang Danjin. Als Labzang Danjin na het neerslaan van de opstand door de keizer Yongzheng, die in 1722 Kangxi was opgevolgd, naar Dzjoengarije  vlucht, krijgt hij daar wel onderdak. Tsewang Rabtan en later ook zijn opvolger Galdan Tseren weigerden Labzang Danjin uit te leveren. 
Controle en stabiliteit in de regio Kokonor werd door de Chinese regering als essentieel gezien. Een mogelijke terugkeer van de charismatische Lobzang Danjin naar Kokonor zou die stabiliteit ernstig in gevaar brengen. De weigering om Labzang Danjin uit te leveren werd dan ook een breekpunt in de betrekkingen met de Dzjoengaren. Het duurde tot na de dood van Labzang Danjin tot  dat eindelijk in 1739 een vorm van een  wapenstilstand tussen de Qing-dynastie en de Dzjoengaren gesloten kon worden. 

## De Tibetaanse migratie

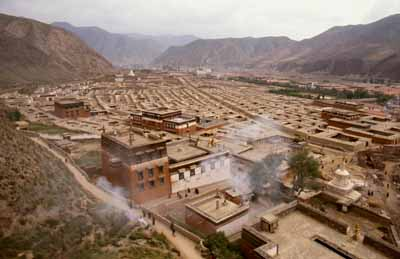
Klooster Labrang

Het feitelijke Chinese gezag in de regio bleef echter zwak. In Centraal-Tibet werden Chinese ambans  benoemd die namens de keizer met de dalai lama's en regenten in Tibet het gebied geacht werden te besturen. De ambans hadden ook een zekere troepenmacht van daar gelegerde Chinese soldaten tot hun beschikking. Autoriteit van de Qing-dynastie in het gebied Kokonor  was volledig afhankelijk van een netwerk van lokale krijgsheren. (In het Chinees tusi). Zolang deze tusi formeel een zekere loyaliteit toonden aan de keizer en vooral de bevolking verhinderden directe belangen van de Qing aan te vallen,konden zij vrijwel ongehinderd hun eigen gang gaan.
Dat had tot resultaat dat het Chinese gezag niet in staat was om rond 1800 een omvangrijke migratie van etnische Tibetanen naar Kokonor te verhinderen. Nieuwe burgeroorlogen in Tibet in de 18e eeuw en vooral de twee invasies van Gurkha's in Tibet in 1788 en 1791 hadden tot resultaat dat aanzienlijke aantallen Tibetanen naar gebieden migreerden die zij op dat moment veiliger achtten. De aanwezigheid van het grote klooster Labrang, dat begin 18e eeuw werd gebouwd speelde daarbij een rol. Als gevolg van deze migratie werden grote groepen Mongolen verdreven. 
Het feit, dat ook dit deel van Amdo als Tibetaans cultuurgebied benoemd wordt, is in aanzienlijke mate te danken aan deze migratie van ongeveer 200 jaar geleden en de tibetanisering van Kokonor die daarvan het gevolg was. Begin 21e eeuw wonen er nog ongeveer 60.000 Mongolen in het gebied van Kokonor. 